# بیمارستان اعصاب و روان ابن‌سینا بندرعباس
بیمارستان اعصاب و روان ابن‌سینا واقع در استان هرمزگان، شهر بندرعباس یک مرکز درمانی وابسته به دانشگاه علوم پزشکی هرمزگان است که در سال ۱۳۷۸ خورشیدی با ۷۰تخت مصوب تأسیس شد.
این مرکز درمانی تنها بیمارستان تخصصی اعصاب و روان در استان هرمزگان است و در محوطه مجتمع آموزشی، درمانی و پژوهشی پیامبراعظم بندرعباس قرار دارد. بیمارستان ابن‌سینا در ابتدا به عنوان زیرمجموعه بیمارستان شهید محمدی بندرعباس فعالیت می‌کرد، اما از سال ۱۳۹۰ از بیمارستان شهید محمدی مجزا شد.
این بیمارستان در حال حاضر دارای دو بخش مردان و یک بخش زنان است و خدمات مشاوره‌ای، رفتاردرمانی، روان‌درمانی، تست‌های هوش و شخصیت، فعالیت‌های گروهی، خانواده درمانی، ورزش درمانی و گفتار درمانی به بیماران و مراجعه‌کنندگان ارائه می‌دهد.
اسفندماه ۹۶ ساختمان اورژانس اعصاب وروان بیمارستان ابن‌سینای بندرعباس که به همت و حمایت مالی نیکوکاران و در زیربنای ۱۶۵۰ مترمربع ساخته شده با حضور حسن قاضی‌زاده هاشمی وزیر بهداشت، درمان  و آموزش پزشکی افتتاح شد.